# I. Hermann türingiai tartománygróf
I. (Kemény) Hermann (1155 körül – 1217. április 25.) türingiai tartománygróf 1190-től haláláig.

## Élete
Hermann II. Lajos tartománygróf másodszülött fiaként látott napvilágot. 1180-ban megtámadta a birodalmi átokkal sújtott Oroszlán Henriket, de vereséget szenvedett Weissensee mellett vereséget szenvedett és fogságba került. A fogságból egy év múlva szabadult ki.
A fivérének, a gyermektelen III. Lajosnak 1190-es halála után örökölte Türingiát. Első tette volt, hogy az Unstrut mellett fekvő Neuenburgból Wartburgba helyezte át a tartománygrófság székhelyét. Uralkodása alatt mint a művészet és költészet pártolója volt ismeretes, és ő maga is versenyzett a minnesängerekkel. Az úgynevezett Wartburgi verseny a hagyomány szerint Hermann elnöklése alatt zajlott. Első házasságából származó Jutta nevű leánya Dietrich meisseni őrgróf felesége lett. Második nejétől, bajor Zsófiától, több gyermeke született: Kegyes Lajos, magyar Szent Erzsébet férje; Raspe Henrik, Lajos utódja; és még két leánya.
Hermann 27 évnyi uralkodás után hunyt el Gothában 1217-ben. Utóda elsőszülött fia, Kegyes Lajos lett IV. Lajos néven.

## Lásd még
- Türingia uralkodóinak listája

| Előző uralkodó: III. Lajos | Türingia tartománygrófja 1190 – 1217 | Következő uralkodó: IV. Lajos |